# Verrières (Aveyron)
Pour les articles homonymes, voir Verrières.
Verrières est une commune française située dans le département de l'Aveyron, en région Occitanie.

## Géographie

### Localisation
La commune de Verrières est située dans l'est du département de l'Aveyron, dans la région des Grands Causses. Elle s'étend sur le causse Rouge et le Causse de Sévérac, séparés par la vallée en gorges du Lumansonesque, au fond de laquelle se blottit le village de Verrières. Outre le ruisseau du Lumansonesque, qui prend sa source sur les flancs du Pic du Pal, sommet proche d'un massif ancien sur lequel s'appuient les causses, de nombreuses sources, résurgences du relief karstique des causses, apportent  de l'eau en abondance. Pourtant la vallée est assez peu favorable à l'agriculture (autrefois vignes, arbres fruitiers, noyers), qui s'est développée sur les plateaux (céréales, élevage ovin).

### Communes limitrophes
Les communes limitrophes sont  Aguessac, Compeyre, Millau, Rivière-sur-Tarn, Saint-Beauzély, Saint-Léons, Sévérac d'Aveyron et Vézins-de-Lévézou.

### Hydrographie

#### Réseau hydrographique

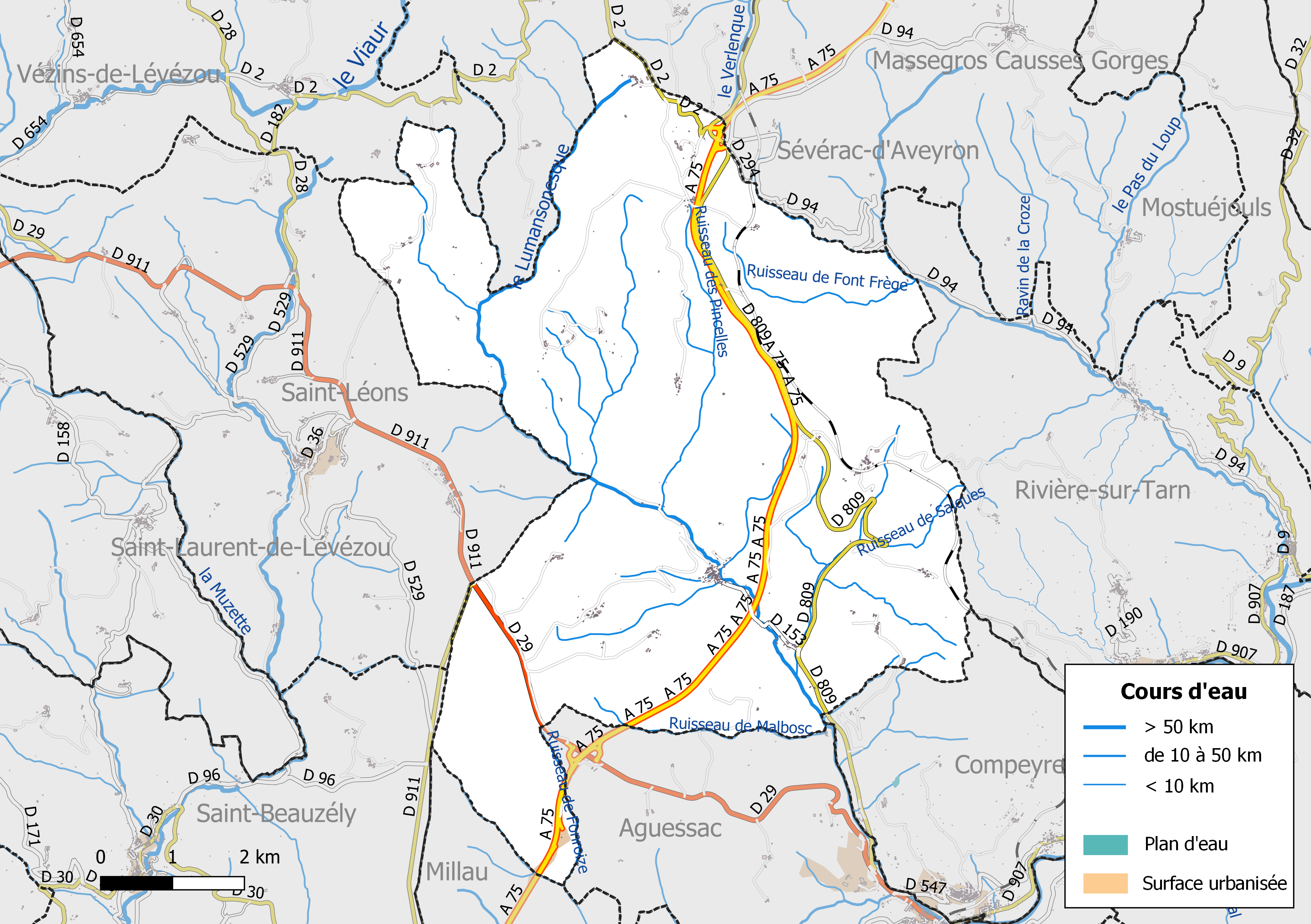
Réseaux hydrographique et routier de Verrières.

La commune est drainée par le Lumansonesque, le Ruisseau du Bourg, le ravin de la Garrigue, le ravin des Aldiguies, le ruisseau de Cabrières, le ruisseau de Combe-Croze, le ruisseau de Destels, le ruisseau de Fonroize, le ruisseau de Font Frège, le ruisseau de Gaujac, le ruisseau de la Galerie, le ruisseau de la Roubayre, le ruisseau de Malbosc, le ruisseau de Salques, par divers petits cours d'eau.
Le Lumansonesque, d'une longueur totale de 16,5 km, prend sa source dans la commune de Verrières et se jette  dans le Tarn à Aguessac, après avoir arrosé 5 communes.
Le Ruisseau du Bourg, d'une longueur totale de 11,6 km, prend sa source dans la commune de Sévérac d'Aveyron et se jette  dans le Tarn à Rivière-sur-Tarn, après avoir arrosé 3 communes.

#### Gestion des cours d'eau
Afin d’atteindre le bon état des eaux imposé par la Directive-cadre sur l'eau du 23 octobre 2000, plusieurs outils de gestion intégrée s’articulent à différentes échelles pour définir et mettre en œuvre un programme d’actions de réhabilitation et de gestion des milieux aquatiques : le SDAGE (Schéma directeur d'aménagement et de gestion des eaux), à l’échelle du bassin hydrographique, et le SAGE (Schéma d'aménagement et de gestion des eaux), à l’échelle locale. Ce dernier fixe les objectifs généraux d’utilisation, de mise en valeur et de protection quantitative et qualitative des ressources en eau superficielle et souterraine. Trois SAGE sont mis en oeuvre dans le département de l'Aveyron.
La commune fait partie du SAGE Tarn amont, approuvé le 15 décembre 2015, au sein du SDAGE Adour-Garonne. Le territoire de ce SAGE concerne une partie des bassins du Tarn de l’Aveyron et de l’Agout. Il couvre 69 communes, sur trois départements (Aveyron, Gard et Lozère) et deux régions, pour une superficie de 2 700 km2,. Le pilotage et l’animation du SAGE et du contrat de rivière du Tarn-amont associé sont assurés par le Syndicat mixte du bassin versant du Tarn-amont (SMBVTAM), qualifié de « structure porteuse ». Cet organisme a été créé le 1er avril 2018 et est constitué de neuf communautés de communes.

### Climat
Pour des articles plus généraux, voir Climat de l'Occitanie et Climat de l'Aveyron.
En 2010, le climat de la commune est de type climat des marges montargnardes, selon une étude s'appuyant sur une série de données couvrant la période 1971-2000. En 2020, Météo-France publie une typologie des climats de la France métropolitaine dans laquelle la commune est exposée à un climat de montagne et est dans la région climatique Sud-est du Massif Central, caractérisée par une pluviométrie annuelle de 1 000 à 1 500 mm, minimale en été, maximale en automne.
Pour la période 1971-2000, la température annuelle moyenne est de 11,2 °C, avec une amplitude thermique annuelle de 16,1 °C. Le cumul annuel moyen de précipitations est de 1 035 mm, avec 11 jours de précipitations en janvier et 5,3 jours en juillet. Pour la période 1991-2020, la température moyenne annuelle observée sur la station météorologique la plus proche, située sur la commune de Millau à 12 km à vol d'oiseau, est de 11,2 °C et le cumul annuel moyen de précipitations est de 713,2 mm,. Pour l'avenir, les paramètres climatiques de la commune estimés pour 2050 selon différents scénarios d'émission de gaz à effet de serre sont consultables sur un site dédié publié par Météo-France en novembre 2022.

### Milieux naturels et biodiversité

#### Espaces protégés
La protection réglementaire est le mode d’intervention le plus fort pour préserver des espaces naturels remarquables et leur biodiversité associée.
Dans ce cadre, la commune fait partie d'un espace protégé, le Parc naturel régional des Grands Causses, créé en 1995 et d'une superficie de 327 937 ha, s'étend sur 97 communes. Ce territoire rural habité, reconnu au niveau national pour sa forte valeur patrimoniale et paysagère, s’organise autour d’un projet concerté de développement durable, fondé sur la protection et la valorisation de son patrimoine,,.

#### Sites Natura 2000

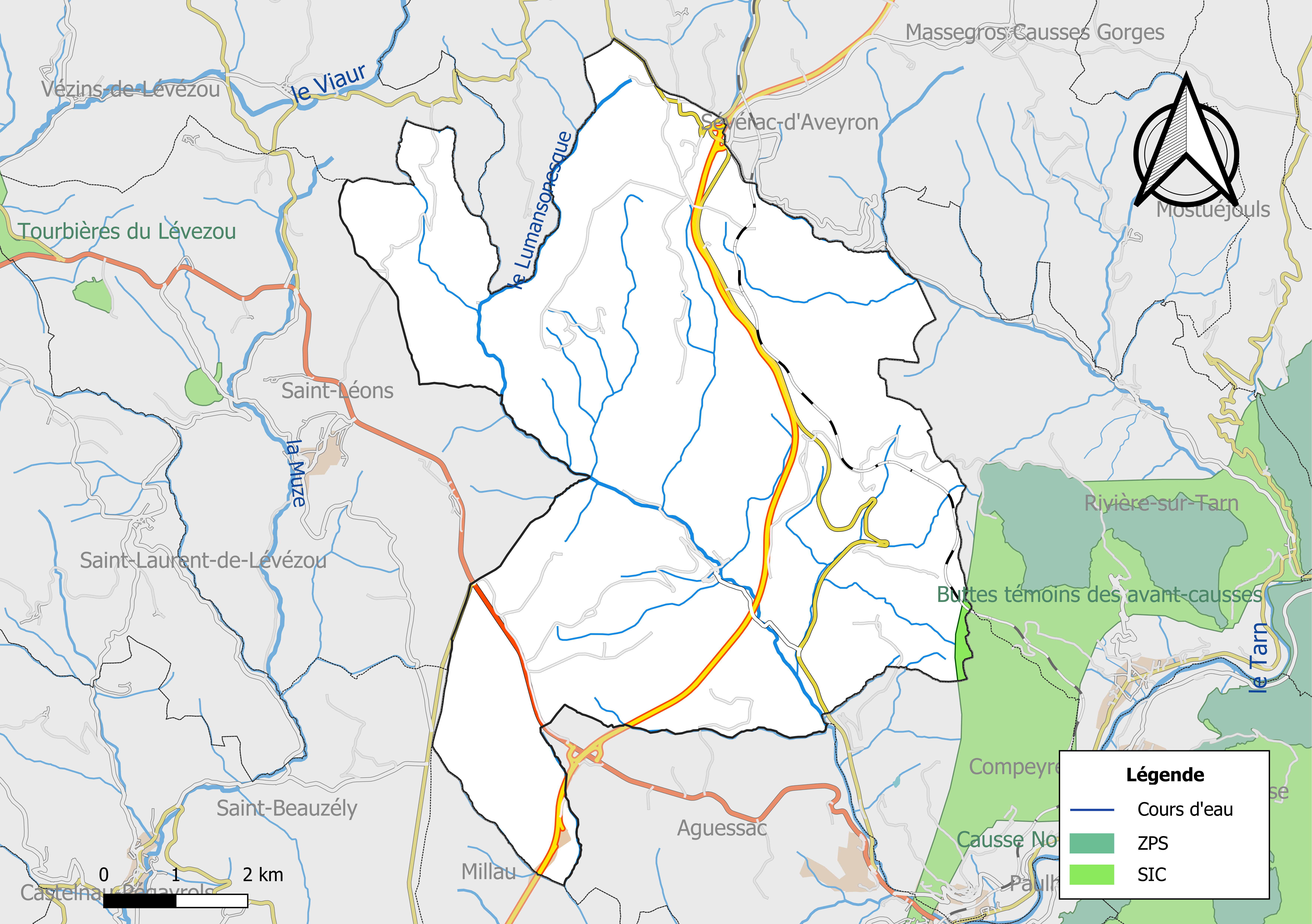
Sites Natura 2000 sur le territoire communal.

Le réseau Natura 2000 est un réseau écologique européen de sites naturels d’intérêt écologique élaboré à partir des Directives « Habitats » et « Oiseaux ». Ce réseau est constitué de Zones spéciales de conservation (ZSC) et de Zones de protection spéciale (ZPS). Dans les zones de ce réseau, les États Membres s'engagent à maintenir dans un état de conservation favorable les types d'habitats et d'espèces concernés, par le biais de mesures réglementaires, administratives ou contractuelles.
Un site Natura 2000 a été défini sur la commune au titre de la « directive Habitats » : 
- Les « Buttes témoins des Avant-Causses », d'une superficie de 2 325 ha, sont constituées de buttes-témoins calcaires avec parois et corniches, recouvertes de pelouses-landes et de taillis de chênes pubescents[20] ;

#### Zones naturelles d'intérêt écologique, faunistique et floristique

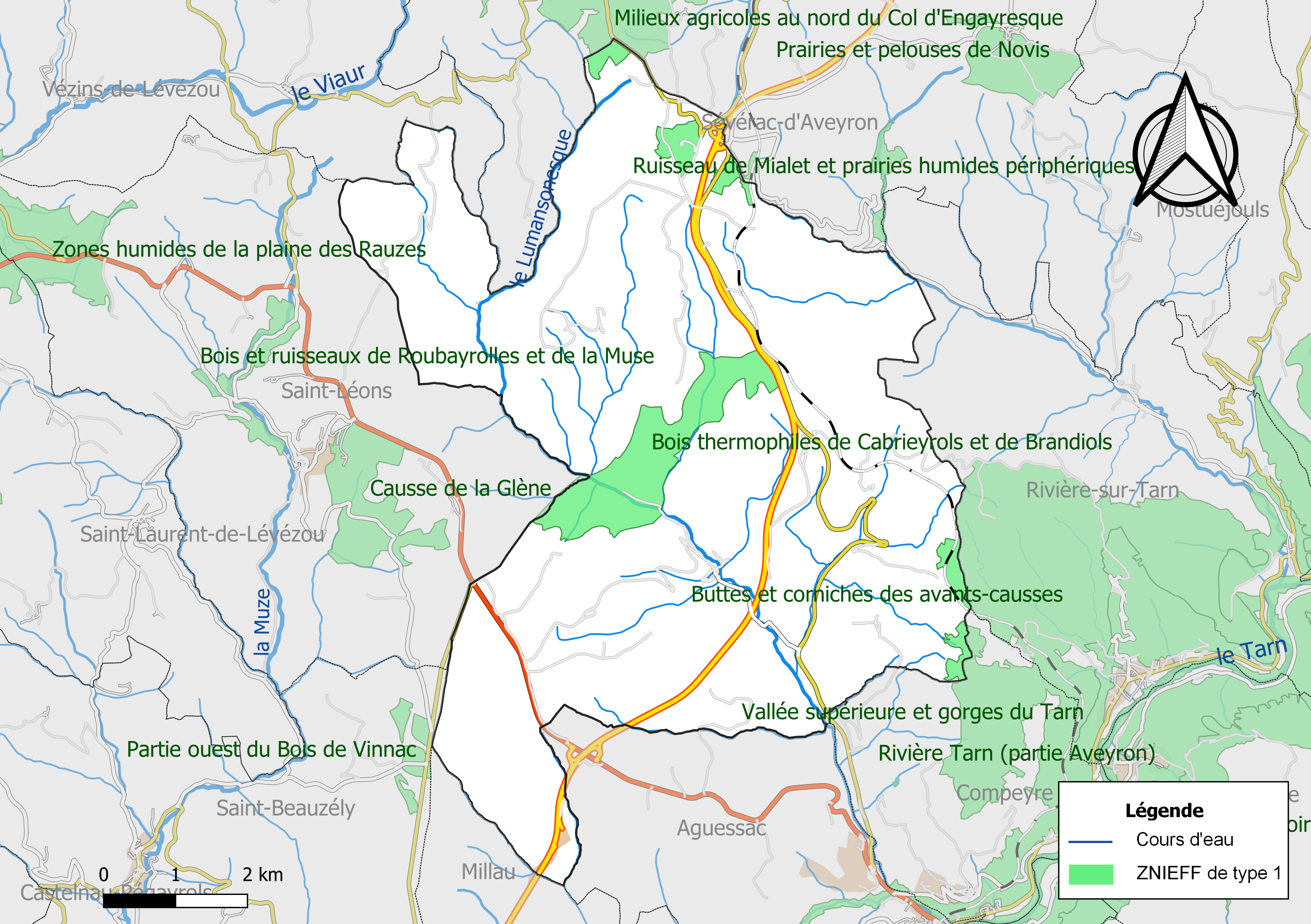
Carte des ZNIEFF de type 1 localisées sur la commune.

L’inventaire des zones naturelles d'intérêt écologique, faunistique et floristique (ZNIEFF) a pour objectif de réaliser une couverture des zones les plus intéressantes sur le plan écologique, essentiellement dans la perspective d’améliorer la connaissance du patrimoine naturel national et de fournir aux différents décideurs un outil d’aide à la prise en compte de l’environnement dans l’aménagement du territoire.
Le territoire communal de Verrières comprend quatre ZNIEFF de type 1, : 
- le « Bois thermophiles de Cabrieyrols et de Brandiols » (260,5 ha), couvrant 2 communes du département[22] ;
- les « Buttes et corniches des Avants-Causses » (2 883 ha), couvrant 5 communes dont 4 dans l'Aveyron et 1 dans la Lozère[23] ;
- les « Milieux agricoles au nord du col d'Engayresque » (998,7 ha), couvrant 3 communes du département[24] ;
- les « Pelouses du puech de la Croix » (48,7 ha), couvrant 2 communes du département[25].

## Urbanisme

### Typologie
Au 1er janvier 2024, Verrières est catégorisée commune rurale à habitat très dispersé, selon la nouvelle grille communale de densité à 7 niveaux définie par l'Insee en 2022.
Elle est située hors unité urbaine. Par ailleurs la commune fait partie de l'aire d'attraction de Millau, dont elle est une commune de la couronne,. Cette aire, qui regroupe 23 communes, est catégorisée dans les aires de moins de 50 000 habitants,.

### Occupation des sols

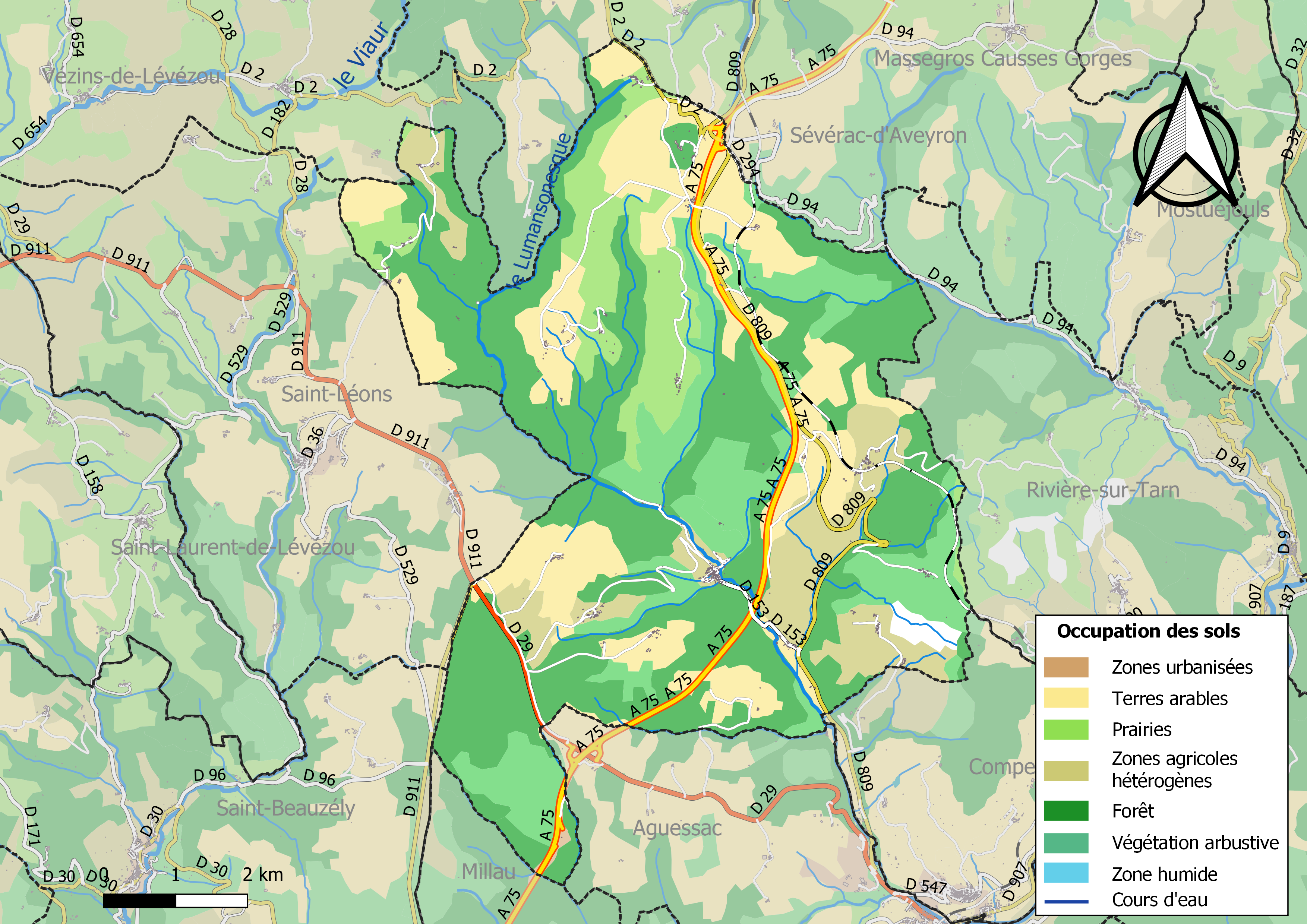
Infrastructures et occupation des sols de la commune de Verrières.

L'occupation des sols de la commune, telle qu'elle ressort de la base de données européenne d’occupation biophysique des sols Corine Land Cover (CLC), est marquée par l'importance des forêts et milieux semi-naturels (59,2 % en 2018), en diminution par rapport à 1990 (64,5 %). La répartition détaillée en 2018 est la suivante : 
forêts (47,6 %), terres arables (21,9 %), milieux à végétation arbustive et/ou herbacée (10,9 %), zones agricoles hétérogènes (10 %), prairies (8,6 %), espaces ouverts, sans ou avec peu de végétation (0,7 %), zones industrielles ou commerciales et réseaux de communication (0,3 %).

### Planification
La loi SRU du 13 décembre 2000 a incité fortement les communes à se regrouper au sein d’un établissement public, pour déterminer les partis d’aménagement de l’espace au sein d’un SCoT, un document essentiel d’orientation stratégique des politiques publiques à une grande échelle. La commune est dans le territoire du SCoT du Parc naturel régional des Grands Causses, approuvé le vendredi 7 juillet 2017 par le comité syndical et mis à l’enquête publique en décembre 2019. La structure porteuse est le Pôle d'équilibre territorial et rural du PNR des Grands Causses, qui associe huit communautés de communes, notamment la communauté de communes de la Muse et des Raspes du Tarn, dont la commune est membre.
La commune, en 2017, avait engagé l'élaboration d'un plan local d'urbanisme.

### Risques majeurs
Le territoire de la commune de Verrières est vulnérable à différents aléas naturels : climatiques (hiver exceptionnel ou canicule), feux de forêts et séisme (sismicité faible).
Il est également exposé à un risque technologique, le transport de matières dangereuses, et à un risque particulier, le risque radon,.

#### Risques naturels
Le Plan départemental de protection des forêts contre les incendies découpe le département de l’Aveyron en sept « bassins de risque » et définit une sensibilité des communes à l’aléa feux de forêt (de faible à très forte). La commune est classée en sensibilité très forte.
Les mouvements de terrains susceptibles de se produire sur la commune sont soit des mouvements liés au retrait-gonflement des argiles, soit des effondrements liés à des cavités souterraines. Le phénomène de retrait-gonflement des argiles est la conséquence d'un changement d'humidité des sols argileux. Les argiles sont capables de fixer l'eau disponible mais aussi de la perdre en se rétractant en cas de sécheresse. Ce phénomène peut provoquer des dégâts très importants sur les constructions (fissures, déformations des ouvertures) pouvant rendre inhabitables certains locaux. La carte de zonage de cet aléa peut être consultée sur le site de l'observatoire national des risques naturels Géorisques. Une autre carte permet de prendre connaissance des cavités souterraines localisées sur la commune,.

#### Risques technologiques
Le risque de transport de matières dangereuses sur la commune est lié à sa traversée par une route à fort trafic et une ligne de chemin de fer. Un accident se produisant sur de telles infrastructures est en effet susceptible d’avoir des effets graves au bâti ou aux personnes jusqu’à 350 m, selon la nature du matériau transporté. Des dispositions d’urbanisme peuvent être préconisées en conséquence.

#### Risque particulier
Dans plusieurs parties du territoire national, le radon, accumulé dans certains logements ou autres locaux, peut constituer une source significative d’exposition de la population aux rayonnements ionisants. Toutes les communes du département sont concernées par le risque radon à un niveau plus ou moins élevé. Selon le dossier départemental des risques majeurs du département établi en 2013, la commune de Verrières est classée à risque moyen à élevé. Un décret du 4 juin 2018 a modifié la terminologie du zonage définie dans le code de la santé publique et a été complété par un arrêté du 27 juin 2018 portant délimitation des zones à potentiel radon du territoire français. La commune est désormais en zone 3, à savoir zone à potentiel radon significatif.

## Histoire
L'origine du village de Verrières n’est pas précisément connue. Au Moyen Âge et jusqu'à la Révolution Française, Verrières et son territoire constituaient un membre méridional de la grande seigneurie des Sévérac. Le lieu était fortifié et le château de Verrières était un poste avancé vers le sud de la puissance de ses seigneurs.

## Politique et administration

### Découpage territorial
La commune de Verrières est membre de la communauté de communes de la Muse et des Raspes du Tarn, un établissement public de coopération intercommunale (EPCI) à fiscalité propre créé le 1er janvier 2005 dont le siège est à Saint-Rome-de-Tarn. Ce dernier est par ailleurs membre d'autres groupements intercommunaux.
Sur le plan administratif, elle est rattachée à l'arrondissement de Millau, au département de l'Aveyron et à la région Occitanie. Sur le plan électoral, elle dépend du  canton de Tarn et Causses pour l'élection des conseillers départementaux, depuis le redécoupage cantonal de 2014 entré en vigueur en 2015, et de la troisième circonscription de l'Aveyron  pour les élections législatives, depuis le dernier découpage électoral de 2010.

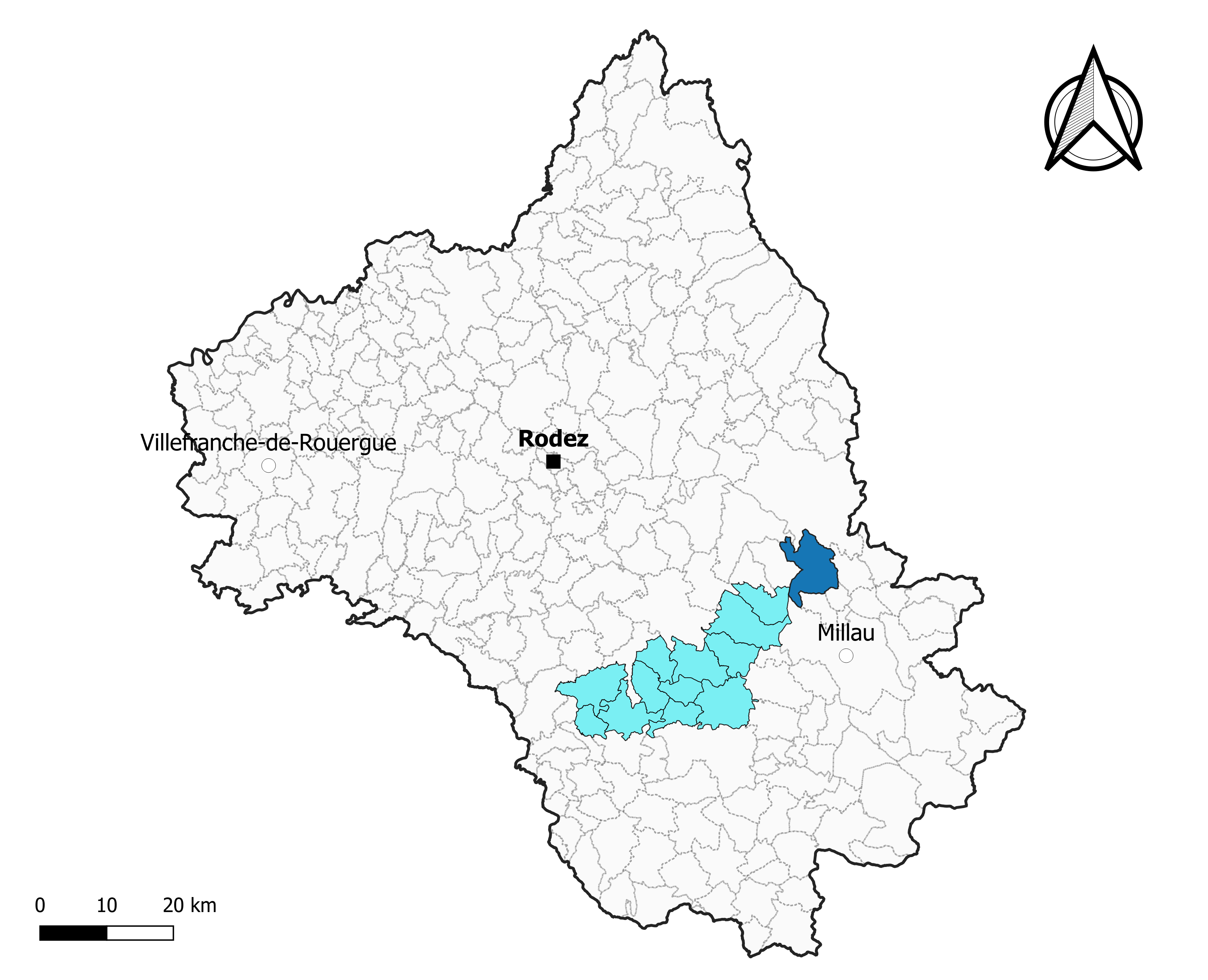
Verrières dans l'intercommunalité en 2020.
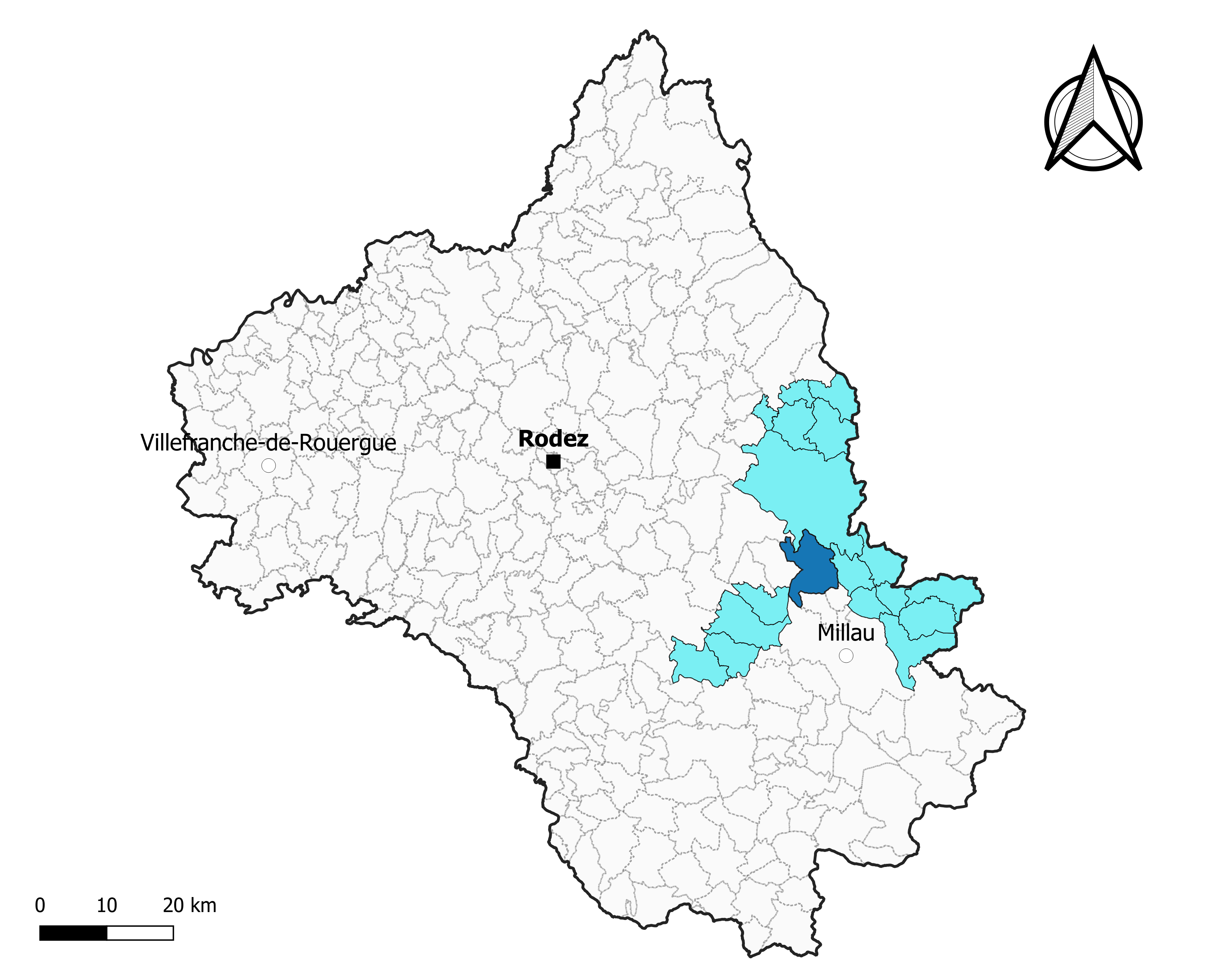
Verrières dans le canton de Tarn et Causses en 2020.
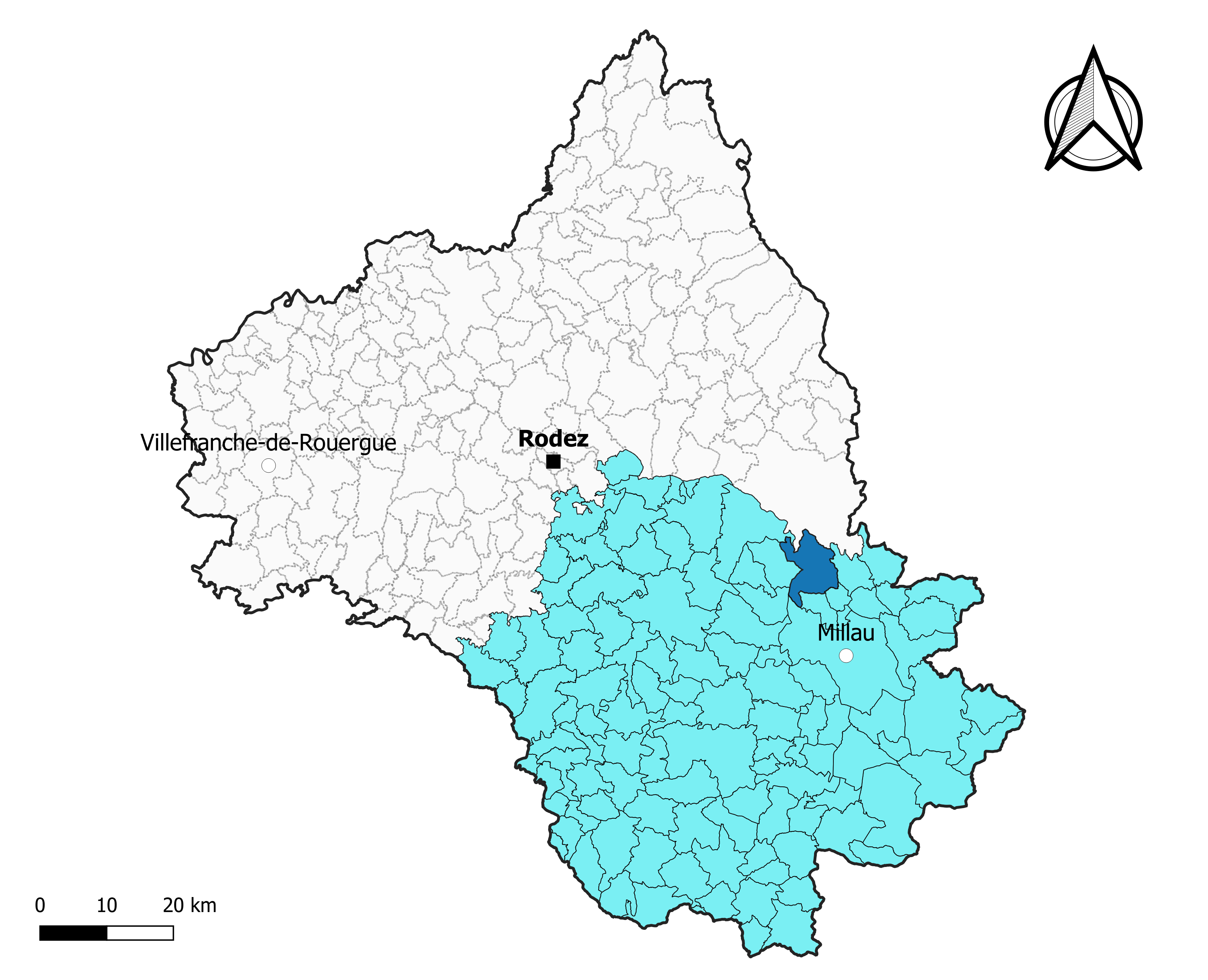
Verrières dans l'arrondissement de Millau en 2020.

### Élections municipales et communautaires

#### Élections de 2020
Le conseil municipal de Verrières, commune de moins de 1 000 habitants, est élu au scrutin majoritaire plurinominal à deux tours avec candidatures isolées ou groupées et possibilité de panachage. Compte tenu de la population communale, le nombre de sièges à pourvoir lors des élections municipales de 2020 est de 11. La totalité des onze candidats en lice est élue dès le premier tour, le 15 mars 2020, avec un taux de participation de 59,69 %.
Jérôme Mouries, maire sortant, est réélu pour un nouveau mandat le 25 mai 2020.
Dans les communes de moins de 1 000 habitants, les conseillers communautaires sont désignés parmi les conseillers municipaux élus en suivant l’ordre du tableau (maire, adjoints puis conseillers municipaux) et dans la limite du nombre de sièges attribués à la commune au sein du conseil communautaire. Deux sièges sont attribués à la commune au sein de la communauté de communes de la Muse et des Raspes du Tarn.

#### Liste des maires
| Période                                  | Période  | Identité               | Étiquette | Qualité                                                                           |
| ---------------------------------------- | -------- | ---------------------- | --------- | --------------------------------------------------------------------------------- |
| ?                                        | 1941     | Léon Pipien            |           | Révoqué par le Gouvernement de Vichy                                              |
| avant 1981                               | ?        | Pierre Constantin-Toye |           |                                                                                   |
| mars 2001                                | En cours | Jérôme Mouries,        |           | Ingénieur ou cadre technique d'entreprise, Président de la Communauté de communes |
| Les données manquantes sont à compléter. |          |                        |           |                                                                                   |

## Démographie
L'évolution du nombre d'habitants est connue à travers les recensements de la population effectués dans la commune depuis 1793. Pour les communes de moins de 10 000 habitants, une enquête de recensement portant sur toute la population est réalisée tous les cinq ans, les populations de référence des années intermédiaires étant quant à elles estimées par interpolation ou extrapolation. Pour la commune, le premier recensement exhaustif entrant dans le cadre du nouveau dispositif a été réalisé en 2005.

En 2022, la commune comptait 364 habitants, en évolution de −19,47 % par rapport à 2016 (Aveyron : +0,37 %, France hors Mayotte : +2,11 %).
| 1793 | 1800 | 1831 | 1836 | 1841 | 1846 | 1851 | 1856 | 1861 |
| ---- | ---- | ---- | ---- | ---- | ---- | ---- | ---- | ---- |
| 656  | 673  | 862  | 920  | 965  | 995  | 952  | 970  | 915  |

| 1866 | 1872 | 1876  | 1881 | 1886 | 1891 | 1896 | 1901 | 1906 |
| ---- | ---- | ----- | ---- | ---- | ---- | ---- | ---- | ---- |
| 826  | 888  | 1 154 | 850  | 782  | 702  | 660  | 570  | 561  |

| 1911 | 1921 | 1926 | 1931 | 1936 | 1946 | 1954 | 1962 | 1968 |
| ---- | ---- | ---- | ---- | ---- | ---- | ---- | ---- | ---- |
| 559  | 581  | 499  | 451  | 449  | 421  | 462  | 399  | 368  |

| 1975 | 1982 | 1990 | 1999 | 2005 | 2006 | 2010 | 2015 | 2020 |
| ---- | ---- | ---- | ---- | ---- | ---- | ---- | ---- | ---- |
| 338  | 351  | 334  | 342  | 368  | 368  | 429  | 450  | 378  |

| 2022 | - | - | - | - | - | - | - | - |
| ---- | - | - | - | - | - | - | - | - |
| 364  | - | - | - | - | - | - | - | - |

## Économie

### Revenus
En 2018  (données Insee publiées en septembre 2021), la commune compte 152 ménages fiscaux, regroupant 334 personnes. La médiane du revenu disponible par unité de consommation est de 20 610 € (20 640 € dans le département).

### Emploi
| Division       | 2008  | 2013  | 2018  |
| -------------- | ----- | ----- | ----- |
| Commune        | 5,9 % | 6,8 % | 3,5 % |
| Département    | 5,4 % | 7,1 % | 7,1 % |
| France entière | 8,3 % | 10 %  | 10 %  |

En 2018, la population âgée de 15 à 64 ans s'élève à 214 personnes, parmi lesquelles on compte 81,1 % d'actifs (77,6 % ayant un emploi et 3,5 % de chômeurs) et 18,9 % d'inactifs,. En  2018, le taux de chômage communal (au sens du recensement) des 15-64 ans est inférieur à celui de la France et département, alors qu'en 2008 il était supérieur à celui du département et inférieur à celui de la France.
La commune fait partie de la couronne de l'aire d'attraction de Millau, du fait qu'au moins 15 % des actifs travaillent dans le pôle,. Elle compte 101 emplois en 2018, contre 123 en 2013 et 119 en 2008. Le nombre d'actifs ayant un emploi résidant dans la commune est de 169, soit un indicateur de concentration d'emploi de 59,9 % et un taux d'activité parmi les 15 ans ou plus de 47,3 %.
Sur ces 169 actifs de 15 ans ou plus ayant un emploi, 45 travaillent dans la commune, soit 27 % des habitants. Pour se rendre au travail, 89,2 % des habitants utilisent un véhicule personnel ou de fonction à quatre roues, 5,1 % s'y rendent en deux-roues, à vélo ou à pied et 5,7 % n'ont pas besoin de transport (travail au domicile).

### Activités hors agriculture
30 établissements sont implantés  à Verrières au 31 décembre 2019. Le tableau ci-dessous en détaille le nombre par secteur d'activité et compare les ratios avec ceux du département,.
Le secteur des autres activités de services est prépondérant sur la commune puisqu'il représente 20 % du nombre total d'établissements de la commune (6 sur les 30 entreprises implantées  à Verrières), contre 7,8 % au niveau départemental.

### Agriculture
La commune est dans les Grands Causses, une petite région agricole occupant le sud-est du département de l'Aveyron. En 2020, l'orientation technico-économique de l'agriculture  sur la commune est l'élevage d'ovins ou de caprins.
|               | 1988  | 2000  | 2010  | 2020  |
| ------------- | ----- | ----- | ----- | ----- |
| Exploitations | 23    | 18    | 18    | 16    |
| SAU (ha)      | 1 866 | 2 062 | 2 021 | 1 843 |

Le nombre d'exploitations agricoles en activité et ayant leur siège dans la commune est passé de 23 lors du recensement agricole de 1988  à 18 en 2000 puis à 18 en 2010 et enfin à 16 en 2020, soit une baisse de 30 % en 32 ans. Le même mouvement est observé à l'échelle du département qui a perdu pendant cette période 51 % de ses exploitations,. La surface agricole utilisée sur la commune a également diminué, passant de 1 866 ha en 1988 à 1 843 ha en 2020. Parallèlement la surface agricole utilisée moyenne par exploitation a augmenté, passant de 81 à 115 ha.

## Culture locale et patrimoine

### Lieux et monuments
- Église Saint-Sauveur de Verrières.
- Église Saint-Barthélemy de Vézouillac.
- Le viaduc de Verrières.
- Le hameau de Bécours.

Le viaduc
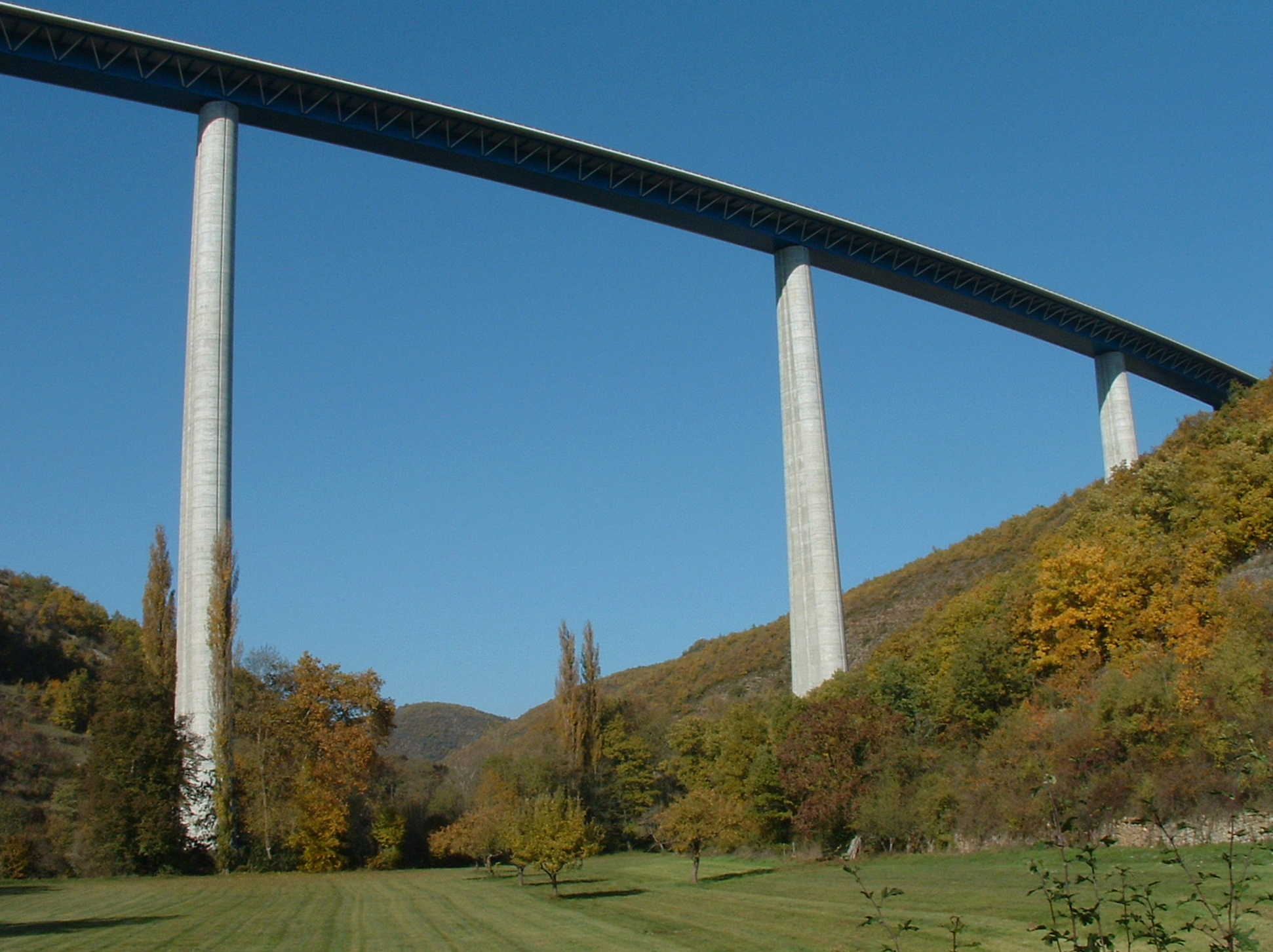
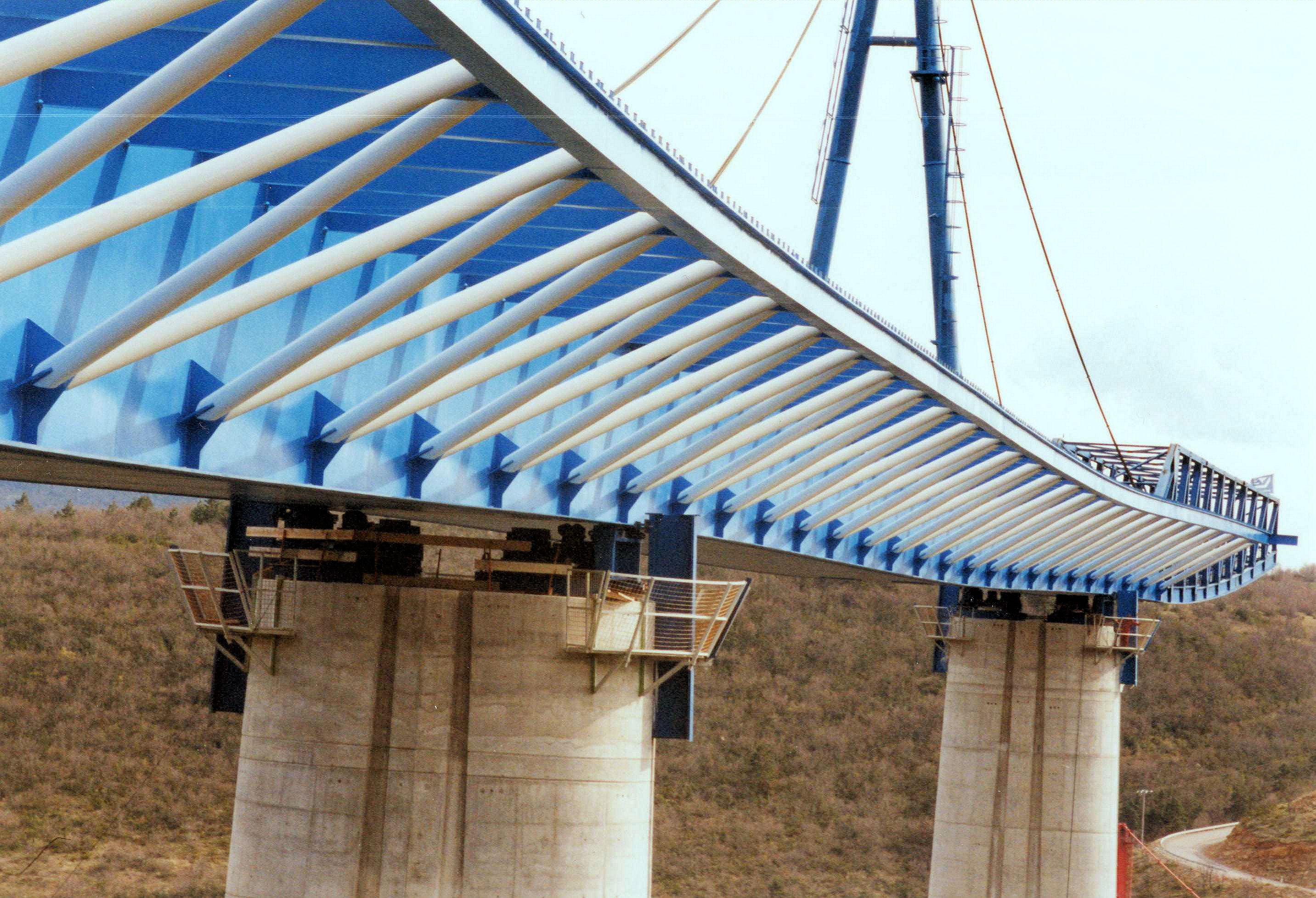
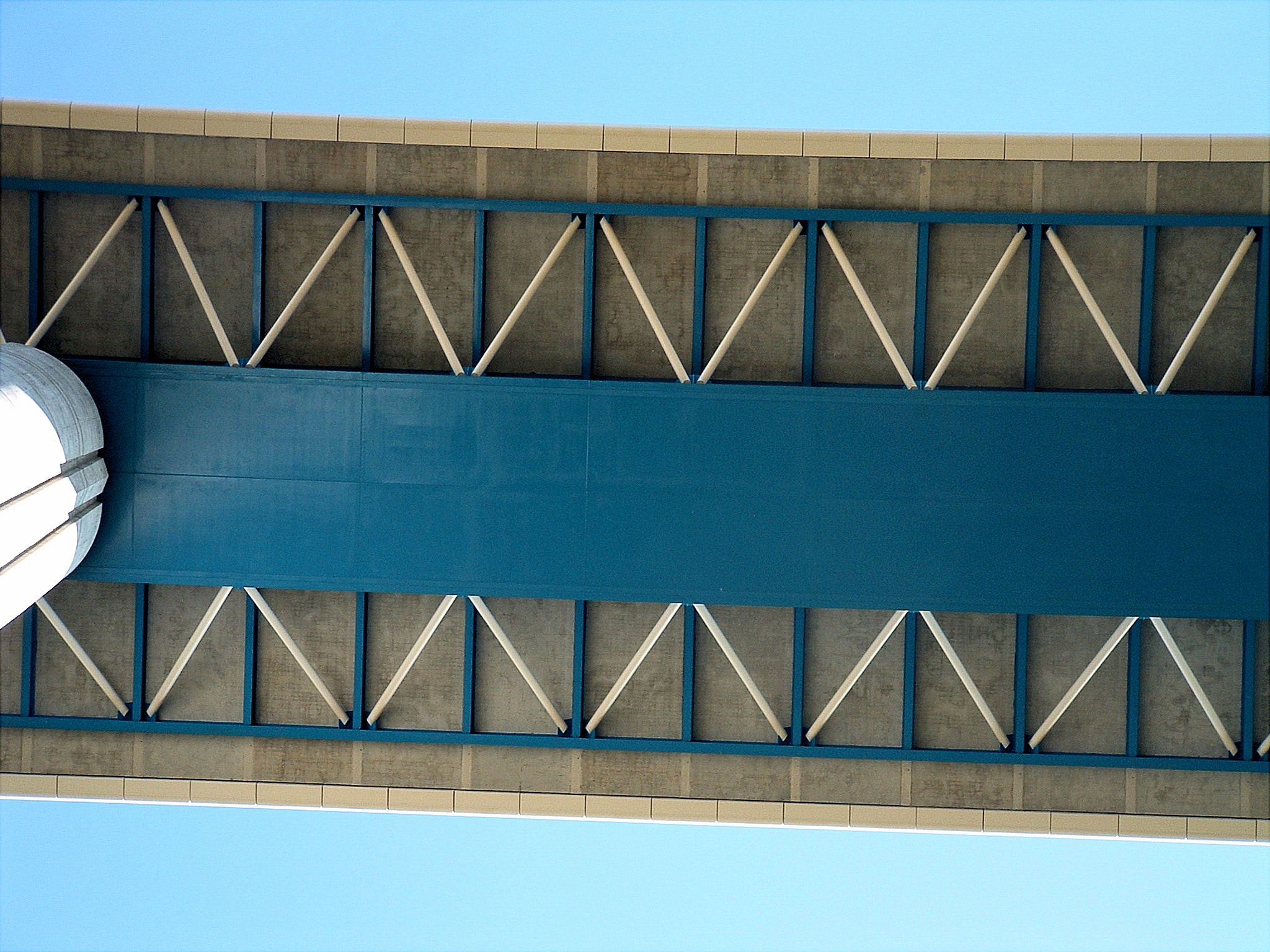

### Personnalités liées à la commune
- Antoine Vincent Rozier, homme politique né le 5 juillet 1756 à Verrières (Aveyron) et décédé le 21 novembre 1847 à Montpellier (Hérault).